# Yantra Mandir
Pour les articles homonymes, voir Jantar Mantar.
Le Yantra Mandir (plus connu sous le nom de Jantar Mantar dans le domaine touristique) est un observatoire astronomique établi à Jaipur au Rajasthan, au nord-ouest de l’Inde. Il est constitué d’une série d’instruments astronomiques, construits sur ordre du mahârâja Jai Singh II dans sa nouvelle capitale de Jaipur entre 1727 et 1733. Il s’inspire d’un autre observatoire que Jai Singh II avait fait édifier précédemment à Delhi, capitale de l'Empire moghol. Il en fit également bâtir trois autres, à Bénarès (Varanasi), Mathura et Ujjain, mais celui de Jaipur est le plus important.
Cet observatoire a été construit à l’intention du gourou de Jai Sing II, le pandit Jaganath, dans le but d’établir les thèmes astraux et de déterminer les moments les plus propices pour les grands événements (mariages, déplacements…). Il est inscrit depuis 2010 sur la liste du patrimoine mondial de l'UNESCO.
Le nom du site provient de yantra, « instrument », et mandir, « temple », soit le « temple des instruments ». Il aurait été appelé à l’origine Yantra Mantra, mantra signifiant « formule ».

## Les différents instruments
L’ensemble comprend 17 instruments. Certains sont de taille imposante, ce qui permet d’obtenir une précision accrue. Parmi ces instruments :
- le Rashivilaya Yantra est composé de douze cadrans permettant la recherche des coordonnées ecliptiques. Ils sont chacun orientés vers un signe du Zodiaque ;
- le Yantra Raj, est un double astrolabe géant constitué de deux disques, l’un en laiton, l’autre en fer, suspendus à des poutres de bois, il sert de carte céleste ;
- le Brihat Samrat Yantra est un cadran solaire de 27 mètres de haut, qui permet d’obtenir, aux équinoxes, une mesure de l’heure atteignant une précision de 0,5 seconde. C'est le cadran équatorial le plus grand du monde.

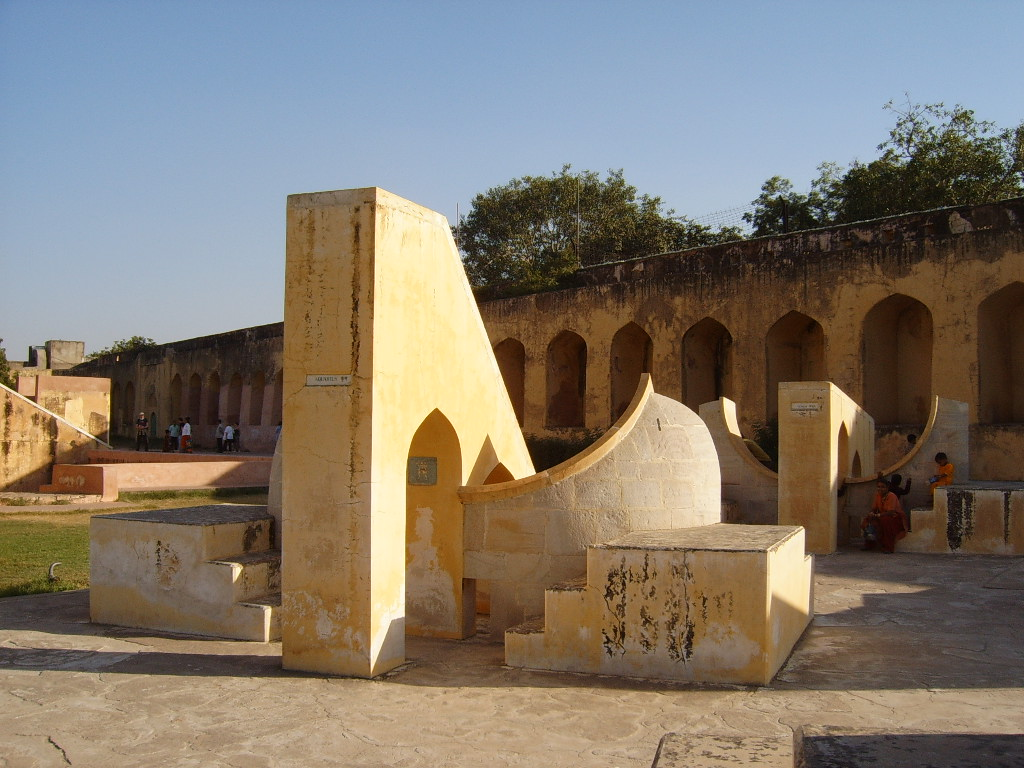
Deux des cadrans du Rashivilaya Yantra.
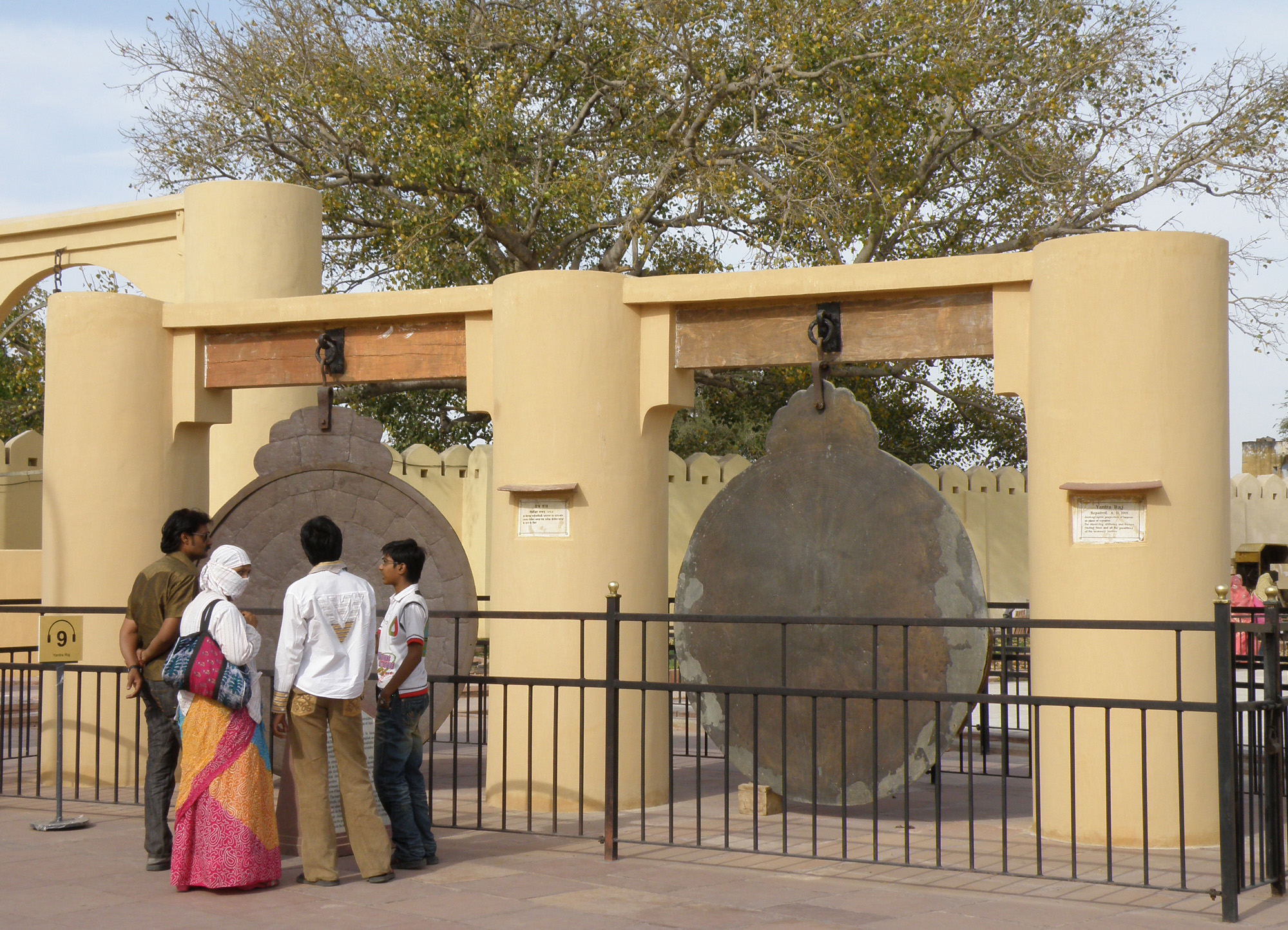
Le Yantra Raj.
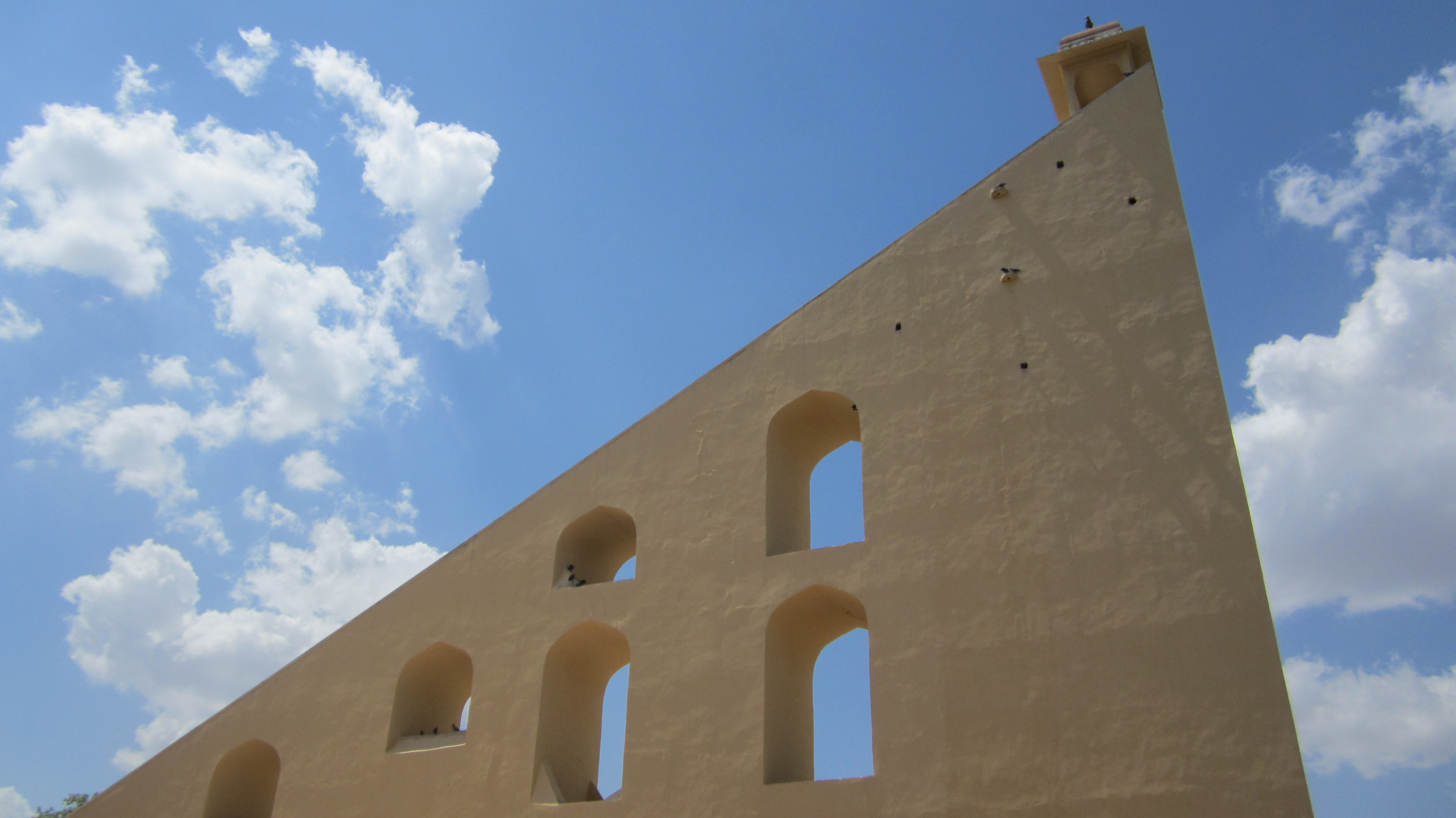
Le gnomon de la Brihat Samrat Yantra.

- le Jaya Prakash Yantra (ou Jai Prakash Yantra) est composé de deux scaphés géants ;
- le Kapali Yantra est constitué de deux cavités hémisphériques complémentaires permettant de noter le franchissement d’une ligne repère par un astre ;
- le Narivalaya Yantra, un cadran circulaire placé dans le plan de l’équateur, permet de déterminer l’heure de midi.

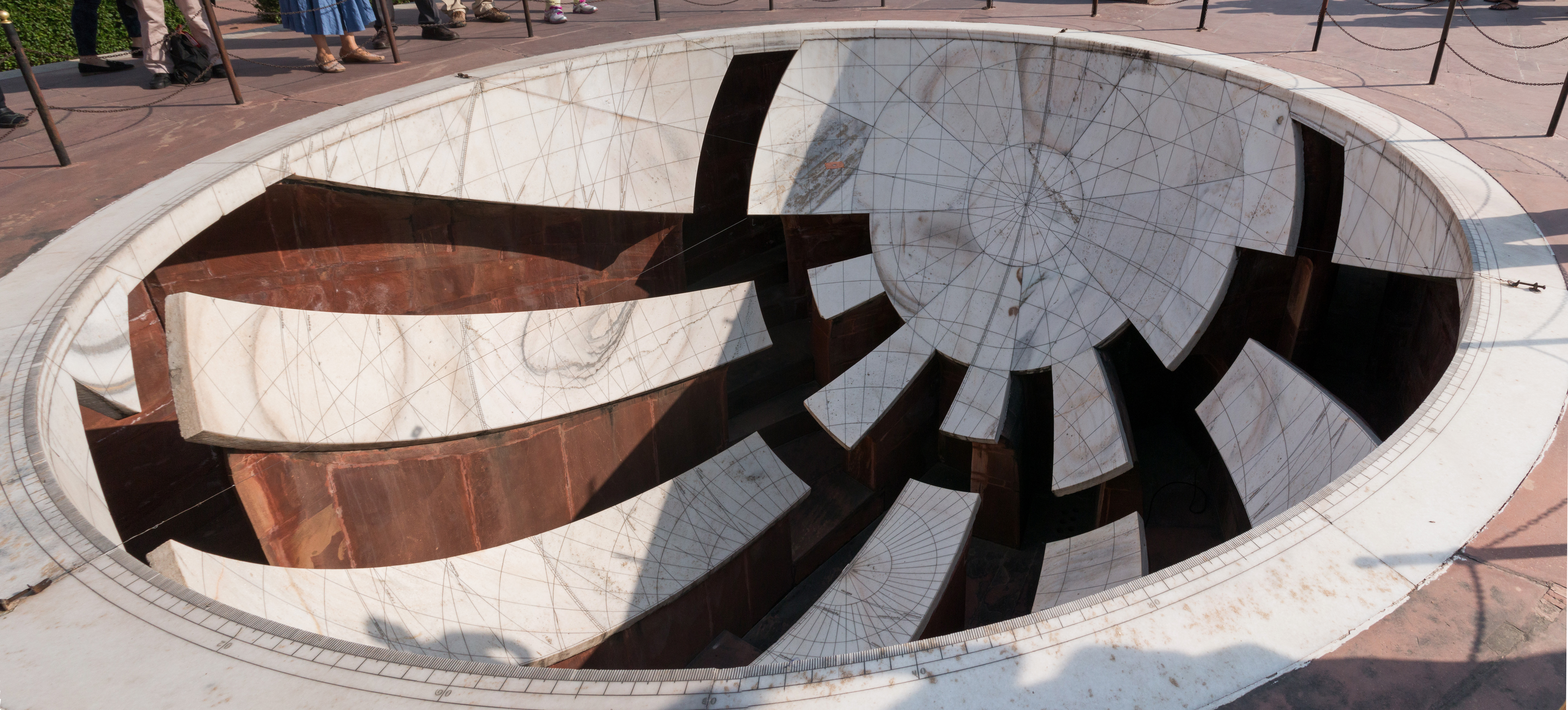
L'un des deux scaphés
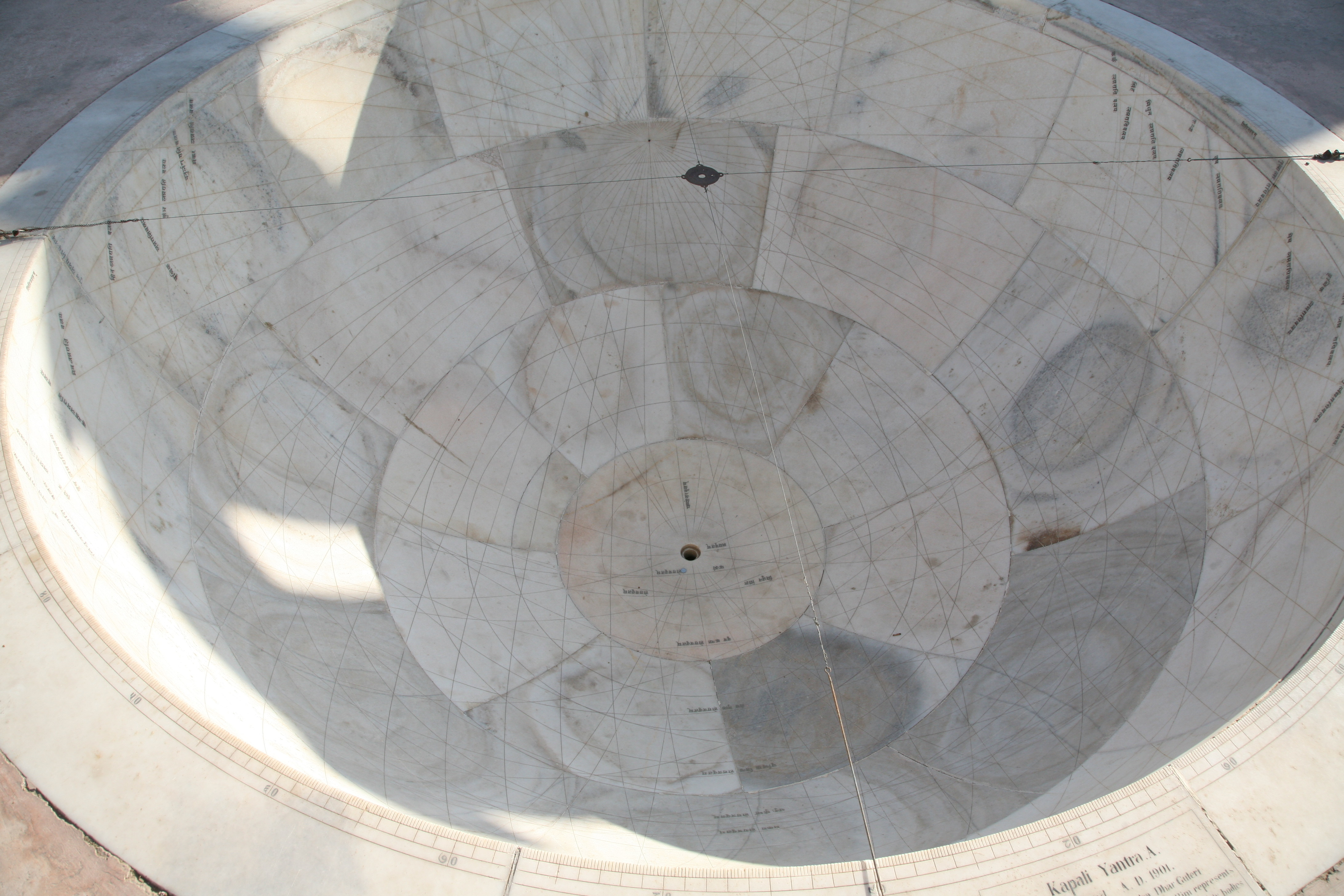
Les hémisphères du Kapali Yantra portent des cartes du ciel différentes
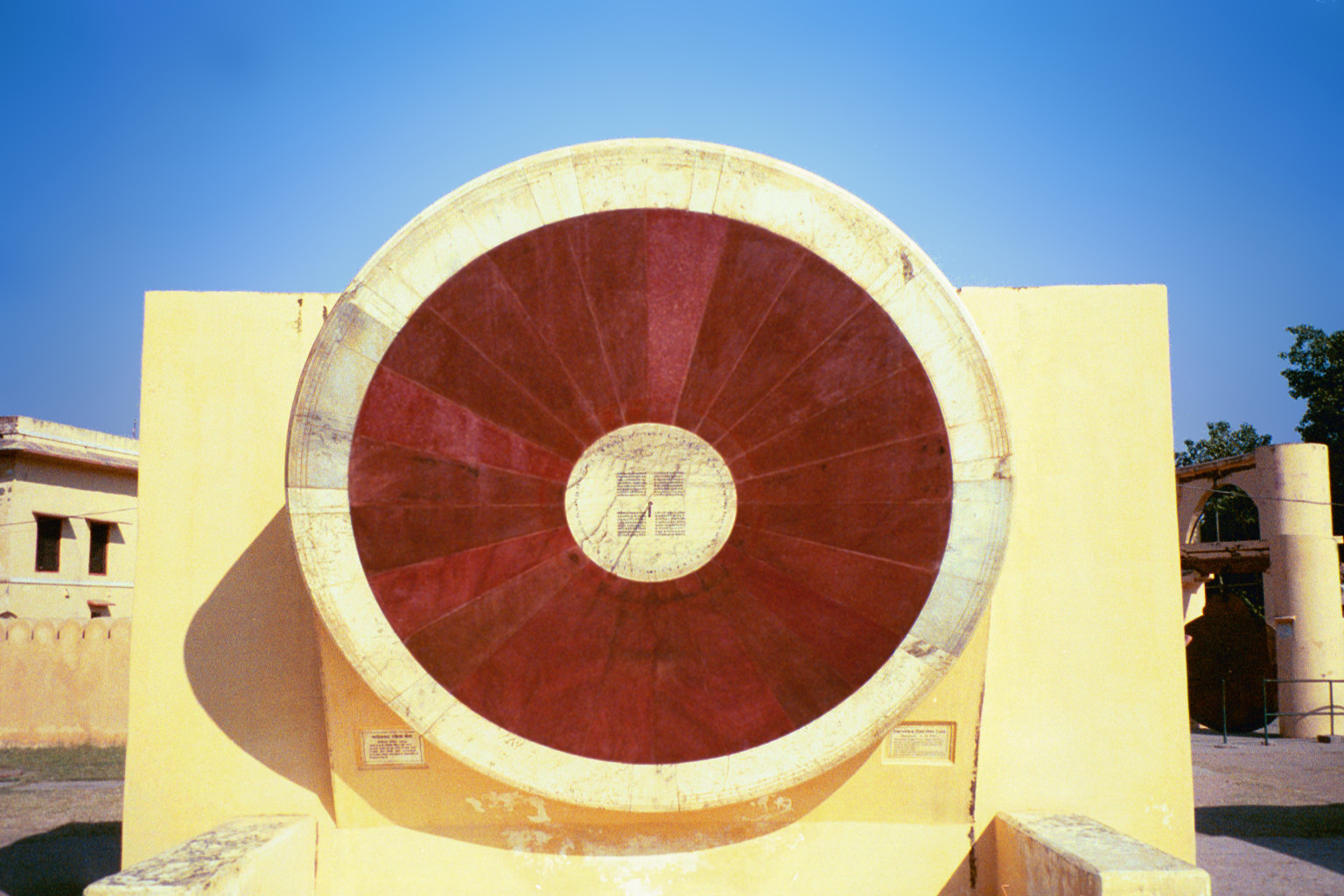
Le Narivalaya Yantra

- le Chakra Yantra permet, pour un astre, de mesurer ses coordonnées équatoriales, l’angle horaire et la distance polaire ;
- l’Unnatansha Yantra, un cercle de laiton de 5,25 mètres de diamètre, permet d’évaluer la hauteur des corps célestes. Il est suspendu verticalement sur maçonnerie ;
- le Rama Yantra sert à déterminer l’altitude et l’azimut des planètes, par lecture des graduations figurant sur les murs et le pavement de deux constructions circulaires ;
- le Dignasa Yantra, constitué d’une broche centrale et de deux murs concentriques gradués, permet la recherche des azimuts ;
- le Shasthamsa Yantra est formé de deux paires d’arcs gradués formant des sextants, placés dans les loges du mur du  Samrat Yantra ;

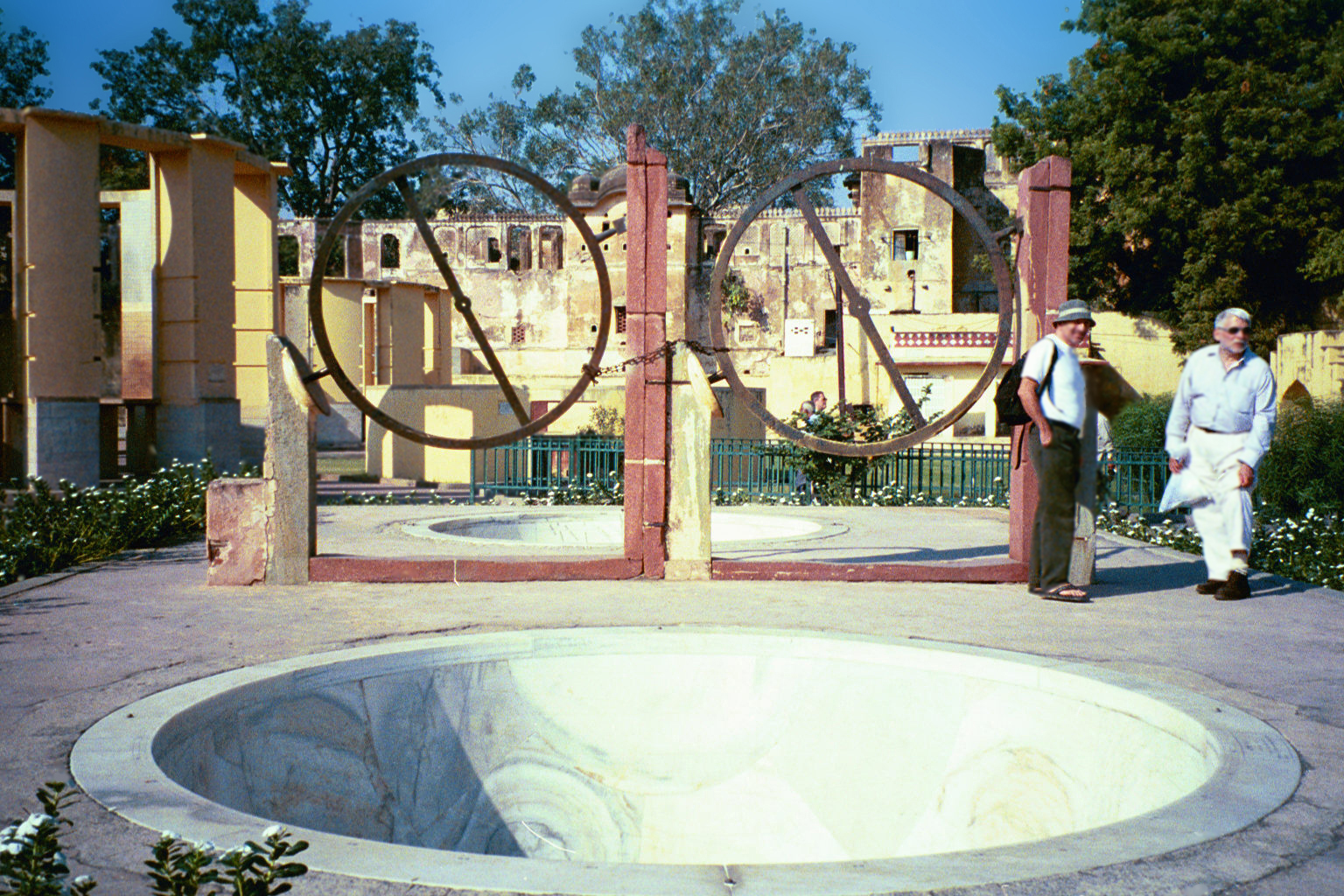
La paire de cercles métalliques du Chakra Yantra
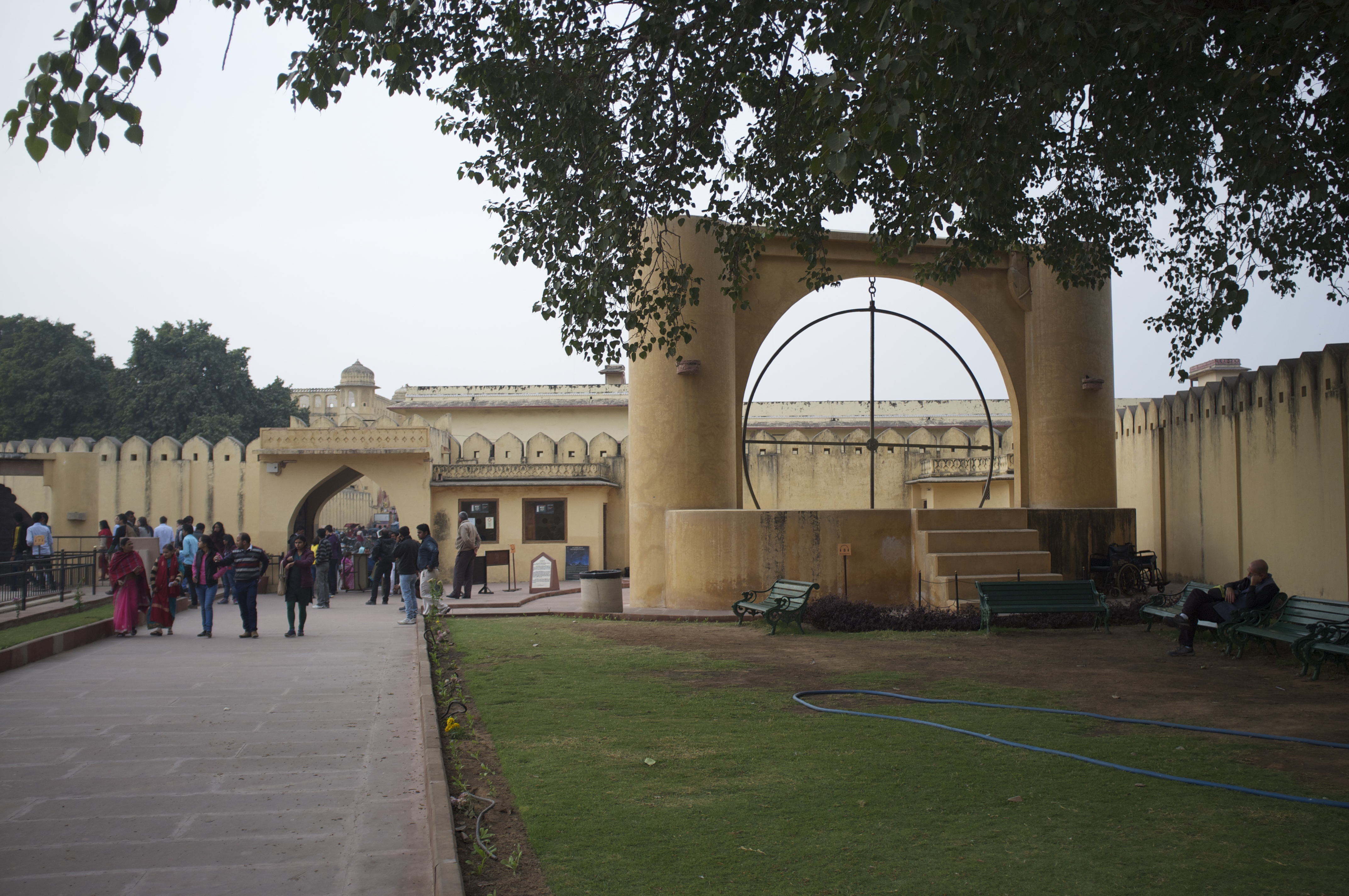
L'Unnatansha Yantra
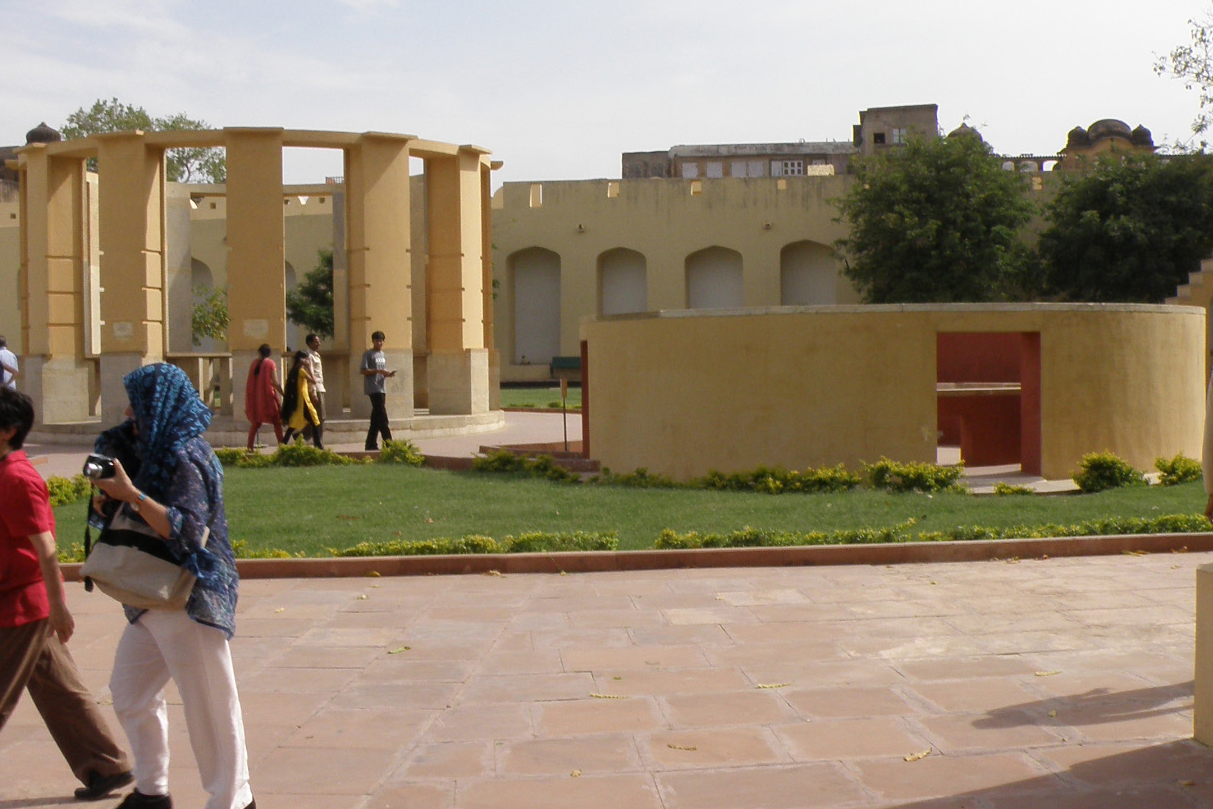
L'un des éléments du Rama Yantra (à gauche) et le Dignasa Yantra (à droite)
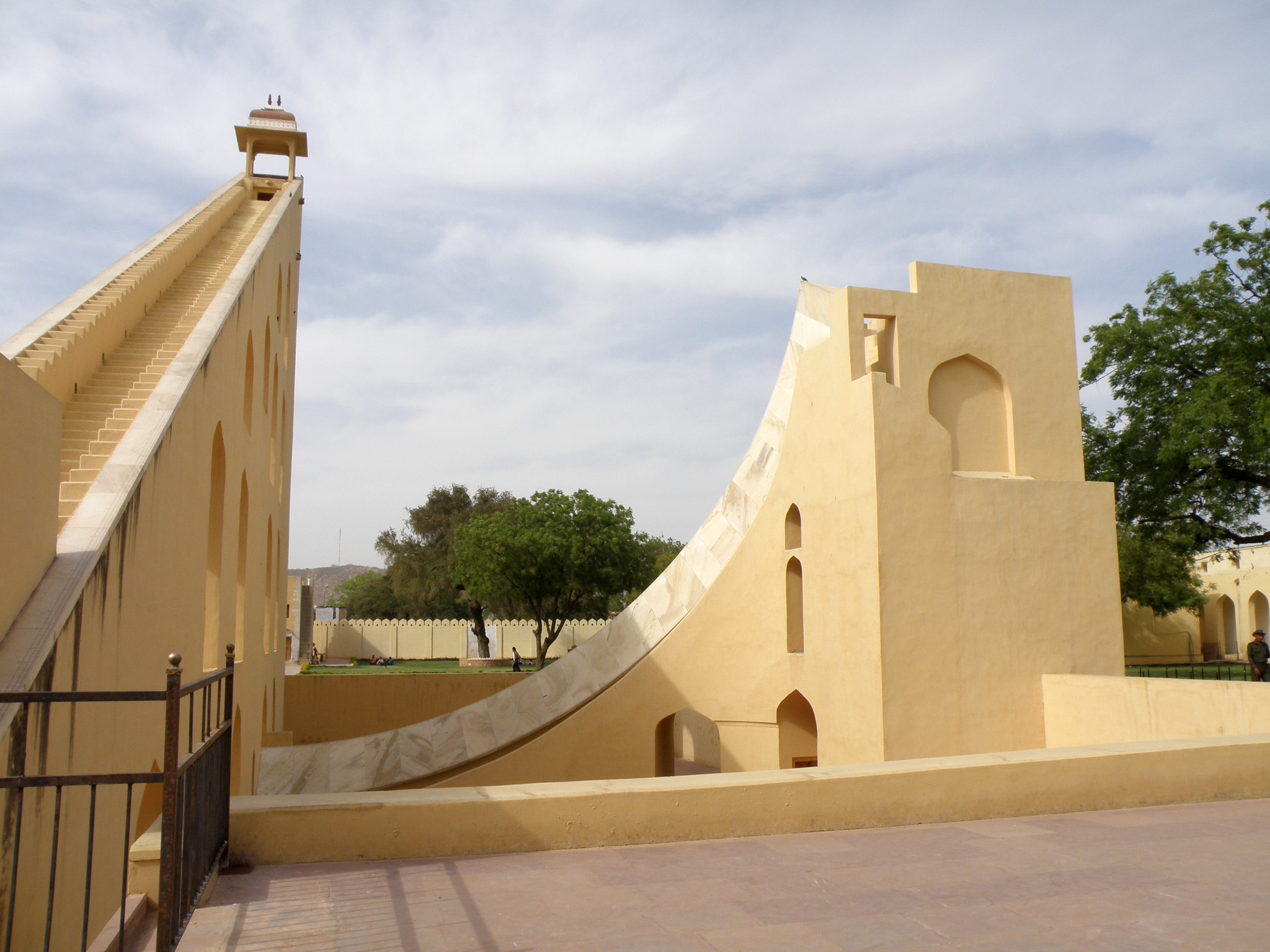
L'un des deux arcs gradués du Shasthamsa Yantra
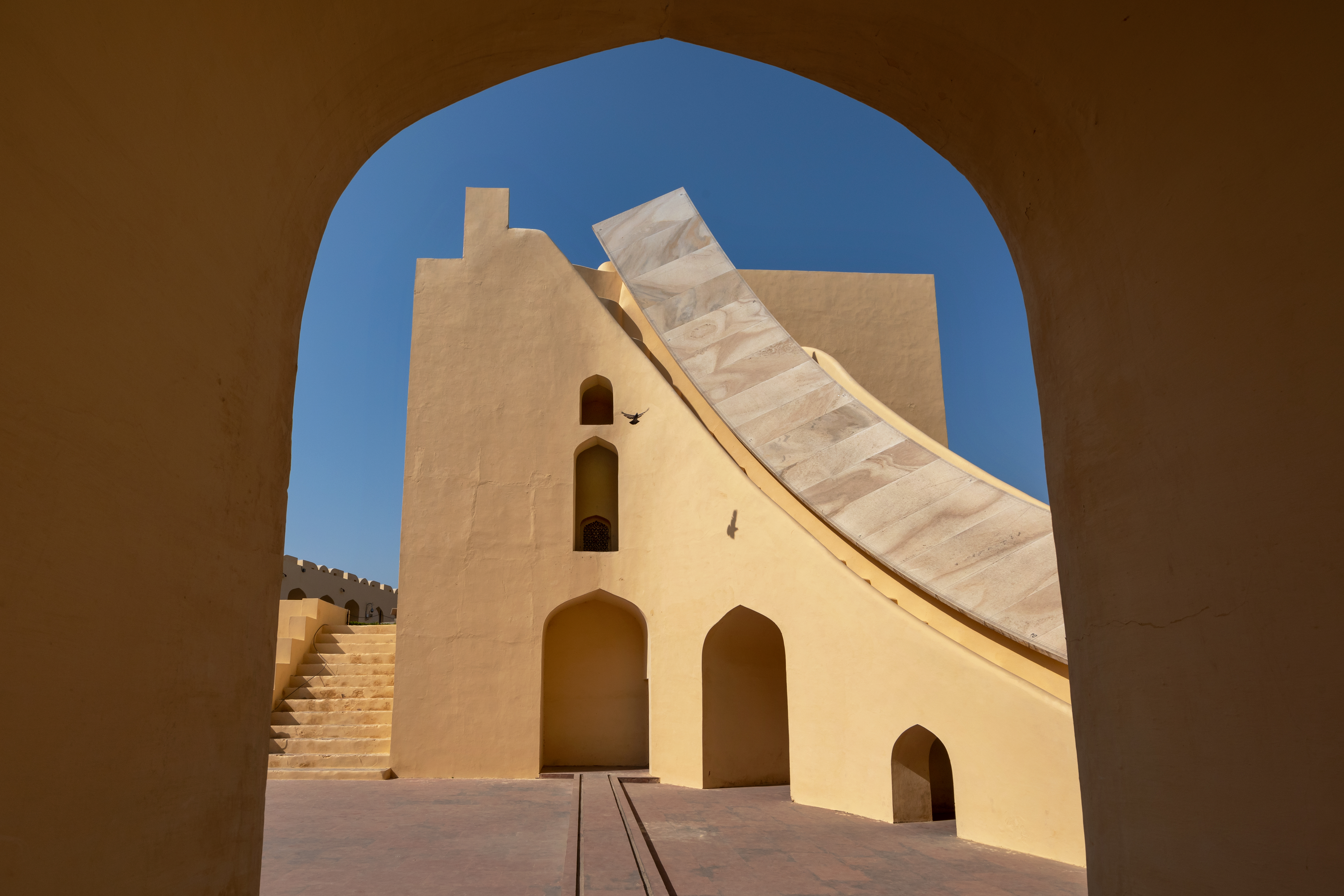
Portes dans le Yantra Mandir. Novembre 2018.

- le Kranti Yantra, composé de deux parties, l’une en bronze, l’autre, inachevée, en maçonnerie, permet de déterminer les coordonnées des planètes par lecture directe ;
- le Dakshina Yantra est un double cadran mural permettant d’évaluer la distance des corps célestes par rapport au méridien.

De nos jours, le Yantra Mandir est l’une des principales attractions de la ville de Jaipur.